# میخائیل گلینکا
میخائیل ایوانوویچ گلینکا (به روسی: Михаи́л Ива́нович Гли́нка) آهنگساز روس در ۱ ژوئن ۱۸۰۴ در نُوُپاسکویی به دنیا آمد و در ۱۵ فوریه ۱۸۵۴ در برلین در گذشت. او بنیانگذار مکتب موسیقی مدرن روسیه بود.

## برخی از آثار
- اپرای یک زندگی برای تزار
- اپرای روسلان و لودمیلا
- رمانس برای ویلن، ویلنسل و هارپ
- سونات برای ویولا و پیانو
- سه نوازی برای کلارینت، باسون و پیانو یا ویلن، ویلنسل و پیانو

(هر دو سازبندی از خود آهنگساز)
- فهرست آثار

## شنیدن آثار
- deezer
- youtube